# Serapió d'Alexandria
Serapió d'Alexandria (en llatí Serapion, en grec Σεραπίων) fou un metge grec nadiu d'Alexandria que va viure al segle iii aC després d'Heròfil de Calcedònia, Erasístrat i Filí de Cos i abans que Apol·loni Empíric, Glàucies, Heràclides de Tàrent, Menòdot de Nicomèdia, Sext Empíric i Critó. Formava part de l'Escola empírica, un dels tres grans corrents o sectes de la medicina clàssica, i tant va millorar i estendre la doctrina i les opinions de Filí de Cos, que es va creure que ell n'era el fundador.
Probablement fou deixeble d'Erasístrat, ja que el seu nom s'ha trobat a una medalla probablement seva a Esmirna on hi havia l'escola d'aquest. Va escriure contra Hipòcrates amb vehemència, segons Galè. Les seves obres no s'han conservat. L'esmenten Celi Aurelià, Paule Egineta, Aeci, Appuleu Cels, i Nicolau Mirepse que van conservar algunes de les seves fórmules.